# 柚子湯

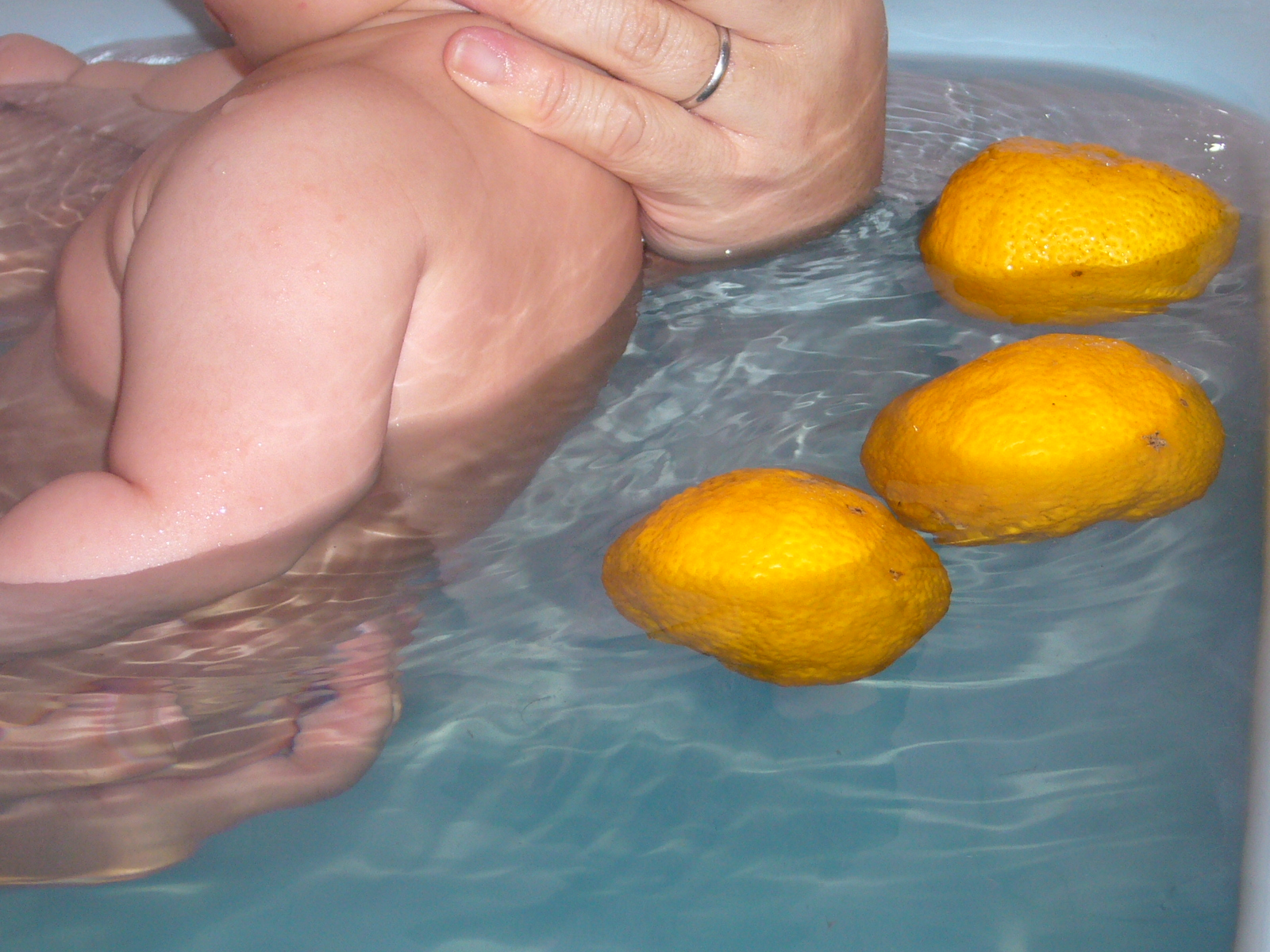
柚子湯

柚子湯（ゆずゆ）是使用柚子泡澡，日本冬至特有的習俗。

## 解說
江戶時代以降，冬至有將柚子放入浴缸入浴的習慣。據說可以預防感冒。冬至之日，也有錢湯會以柚子湯營業。
柚子湯的作法是將整顆柚子或柚子切片後直接放入浴缸，或者是切片蒸煮後，放入布袋中再放置浴缸中。「柚子湯」也是冬季的季語。
冬至和柚子之間的關連雖不明確，但是，柚子湯的習慣是錢湯出現以後，一說是因為湯治（とうじ）和冬至（とうじ）的諧音，以及身體息災的話就會靈活（融通（ゆうずう）が利く）而來。

## 科學
根據現代科學，柚子湯有血行促進的效果，除了預防感冒，還有緩和神經痛、腰痛等效果。此外，和普通的洗澡水比較，使用柚子湯入浴後的正腎上腺素，有4倍之差。

## 脚注
1. ↑  『東京ガス通信』2007秋冬号 p.6-7